# (37257) 2000 XM2
2000 XM2 (asteroide 37257) é um asteroide da cintura principal. Possui uma excentricidade de 0.07053760 e uma inclinação de 12.24622º.
Este asteroide foi descoberto no dia 1 de dezembro de 2000 por LINEAR em Socorro.